# Flyulykken ved Smolensk 10. april 2010
Flystyrtet ved Smolensk fandt sted den 10. april 2010. Ombord på flyet af typen Tupolev Tu-154M var den polske præsident, Lech Kaczyński, der med sit følge var på vej til en mindehøjtidelighed for Katynmassakren. Ifølge Smolensk oblasts guvernør døde alle 96 ombordværende.
Lige inden katastrofen var Smolensk dækket af en tæt tåge. Det betød, at piloterne havde svært ved at lande. De øgede motorkraften for at afbryde landingen, men ramte et træ og styrtede ned.
Flyet blev advaret mod at lande, og senere er det kommet frem, at andre end piloterne var til stede i cockpittet under indflyvningen.
Tre russiske politisoldater stjal et kreditkort fra et af ofrene og hævede penge på det. Det officielle Rusland benægtede det i første gang, men måtte senere indrømme, at det var rigtigt.[kilde mangler]
Efter Kaczyńskis død overtog Bronisław Komorowski posten som Polens præsident og erklærede landesorg fra 10. til 17. april.

## Vigtige ombordværende

### Personer fra regeringen og statsapparatet
1. Lech Kaczyński, Polens præsident
2. Maria Kaczyńska, Polens førstedame
3. Ryszard Kaczorowski, den sidste leder af Polens eksilregering i London under det kommunistiske styre
4. Przemysław Gosiewski, Polens vicepremierminister
5. Andrzej Kremer, Polens viceudenrigsminister
6. Aleksander Szczygło, chef for den polske sikkerhedstjeneste
7. Mariusz Handzlik, stedfortrædende statssekretær for Polens præsident
8. Sławomir Skrzypek, præsident for Polens Nationalbank
9. Władysław Stasiak, chef for den polske præsidents kontor
10. Paweł Wypych, den polske præsidents statssekretær
11. Katarzyna Doraczyńska, ansat i præsidentens sekretariat

### Militære ledere
1. Stanisław Komorowski, viceforsvarsminister
2. General Franciszek Gągor, polsk forsvarschef og generalstabschef
3. Generalmajor Tadeusz Buk, chef for Polens hær
4. Viceadmiral Andrzej Karweta, chef for Polens flåde
5. Generalløjtnant Andrzej Błasik, chef for Polens luftvåben
6. Generalmajor Włodzimierz Potasiński, chef for Polens specialstyrker
7. Generalløjtnant Bronisław Kwiatkowski, chef for forsvarskommandoen
8. Brigadegeneral Kazimierz Gilarski, chef for Warszawas garnison

Af de syv højestrangerende i Polens væbnede styrker var det kun forsvarsministeren, Bogdan Klich, der ikke var ombord på flyet. Præsidenten (den øverstbefalende), alle fire værnschefer og forsvarschefen blev dræbt.

### Medlemmer af det polskesenat
1. Krystyna Bochenek, næstformand for Polens senat
2. Janina Fetlińska, senatsmedlem
3. Stanisław Zając, senatsmedlem

### Medlemmer afSejm
1. Leszek Deptuła
2. Grzegorz Dolniak
3. Grażyna Gęsicka
4. Przemysław Gosiewski
5. Izabela Jaruga-Nowacka
6. Sebastian Karpiniuk
7. Aleksandra Natalli-Świat
8. Krzysztof Putra, næstformand for Sejm
9. Arkadiusz Rybicki
10. Jerzy Szmajdziński, næstformand for Sejm
11. Jolanta Szymanek-Deresz
12. Zbigniew Wassermann
13. Wiesław Woda
14. Edward Wojtas

### Religiøse overhoveder
1. Ærkebiskop Miron Chodakowski, græsk-ortodoks biskop for den polske hær
2. Tadeusz Płoski, romersk-katolsk biskop for den polske hær
3. Ryszard Rumianek, rektor for Kardinal Stefan Wyszyński-universitetet
4. Bronisław Gostomski, præst ved St Andrew Bobola Polish Church i London[5][6]

### Andre personer
1. Joanna Agacka-Indecka, præsident for det polske advokatråd
2. Janusz Kochanowski, Polens ombudsmand for borgerrettigheder
3. Janusz Kurtyka, historiker og præsident for Instytut Pamięci Narodowej (Instituttet for National Erindring)
4. Piotr Nurowski, præsident for Polens Olympiske Komité
5. Maciej Płażyński, tidligere formand for Sejm
6. Andrzej Przewoźnik, generalsekretær for Rada Ochrony Pamięci Walk i Męczeństwa (Rådet for Beskyttelse af Steder for Kamp og Martyrium)
7. Wojciech Seweryn, polsk-amerikansk kunstner[7]
8. Anna Walentynowicz, fagforeningsmedlem, medlem af Solidaritet
9. Janusz Zakrzeński, skuespiller